# Gettlinge Gravfält
Gettlinge Gravfält, česky lze přeložit jako pohřebiště Gettlinge, je dávné pohřebiště, turisticky známá archeologická lokalita a kulturní památka jižního Švédska. Jeho délka je téměř 2 km a nachází se mezi vesnicemi Gettlinge, Klinta a Gårdstorp v okrese Mörbylånga na ostrově Öland v kraji Kalmar v jižním Švédsku. Pohřebiště je největším pohřebištěm na ostrově Öland a hlavní zájem budí také největší kamenná loď na ostrově. Gettlinge Gravfält obsahovalo asi asi 250 hrobů a do současnosti se jich zachovalo více než 200. Většina z nich charakterizovány kameny z pozdní doby bronzové a doby železné. Pohřebiště bylo využíváno asi po dobu 2000 let od roku 1000 př. Kr. až do roku 1050 po Kr.

## Další informace
Kamenné rakve s nespálenými kostrami byly nalezeny ve čtvercových nebo kruhových kamenných sestavách. Impozantní je cca 30 m dlouhá kamenná loď, kterou tvoří 23 vedle sebe vztyčených žulových bloků a obsahuje asi dvacet typických mísovitých jam. První písemná zmínka o pohřebišti pochází z roku 1634. Místo zkoumal také Carl von Linné v roce 1741. Kolem roku 1900 bylo v Gettlinge prozkoumáno 15 hrobů, ve kterých byli pochováni muži a některé obsahovaly zbraně, ale většina z nich byla vyrabována. Nejzachovalejší hrob se skládal z deseti vápencových desek a dvojité vrstvy krycích kamenů. Zemřelý byl pohřben se svým psem, dvěma kopími, štítem a ostruhami.
Místo je celoročně volně přístupné a na ploše pohřebiště se nachází také starý větrný mlýn. Zmísta je také výhled na Kalmarský průliv

## Galerie

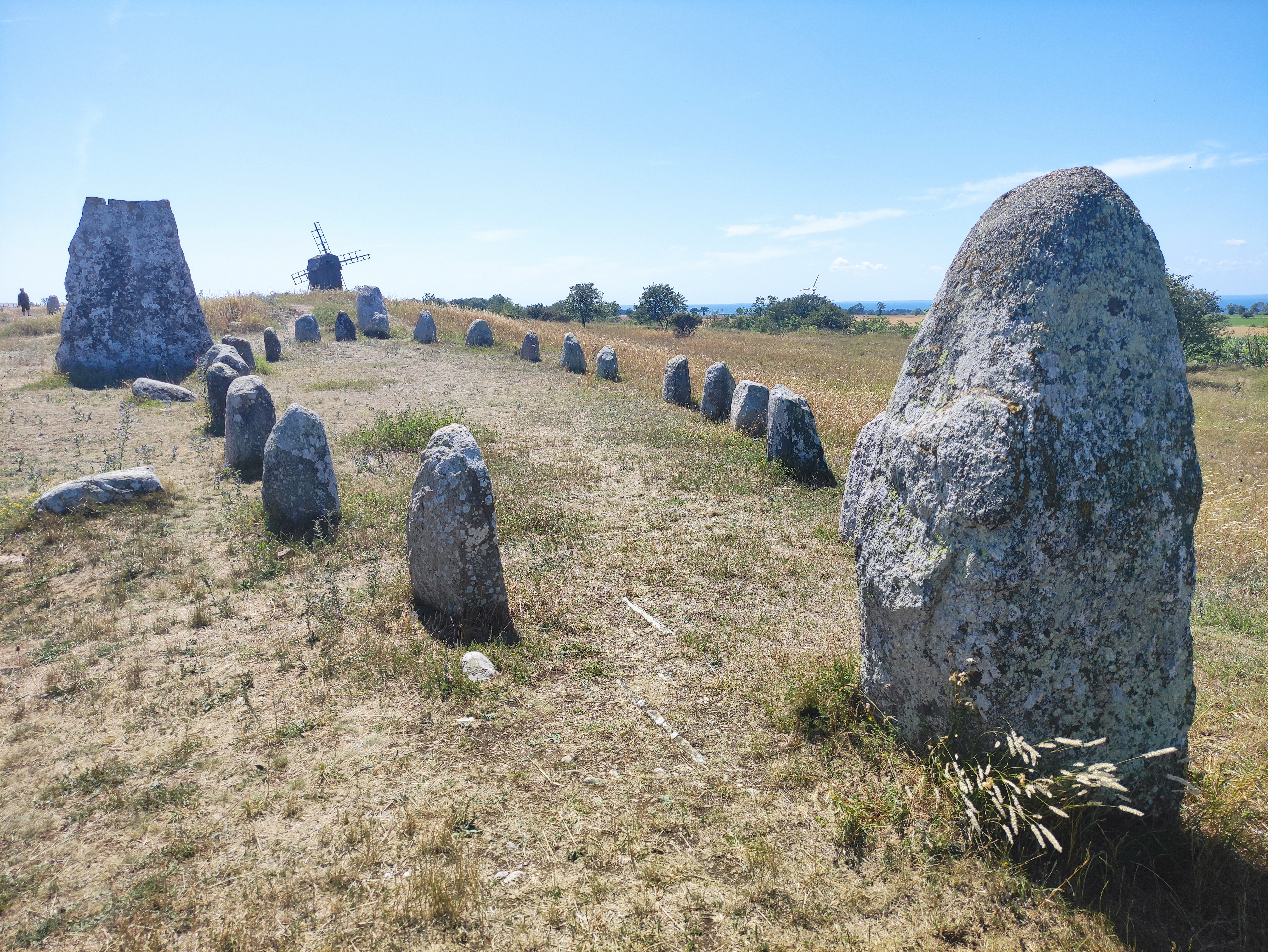
Přední pohled
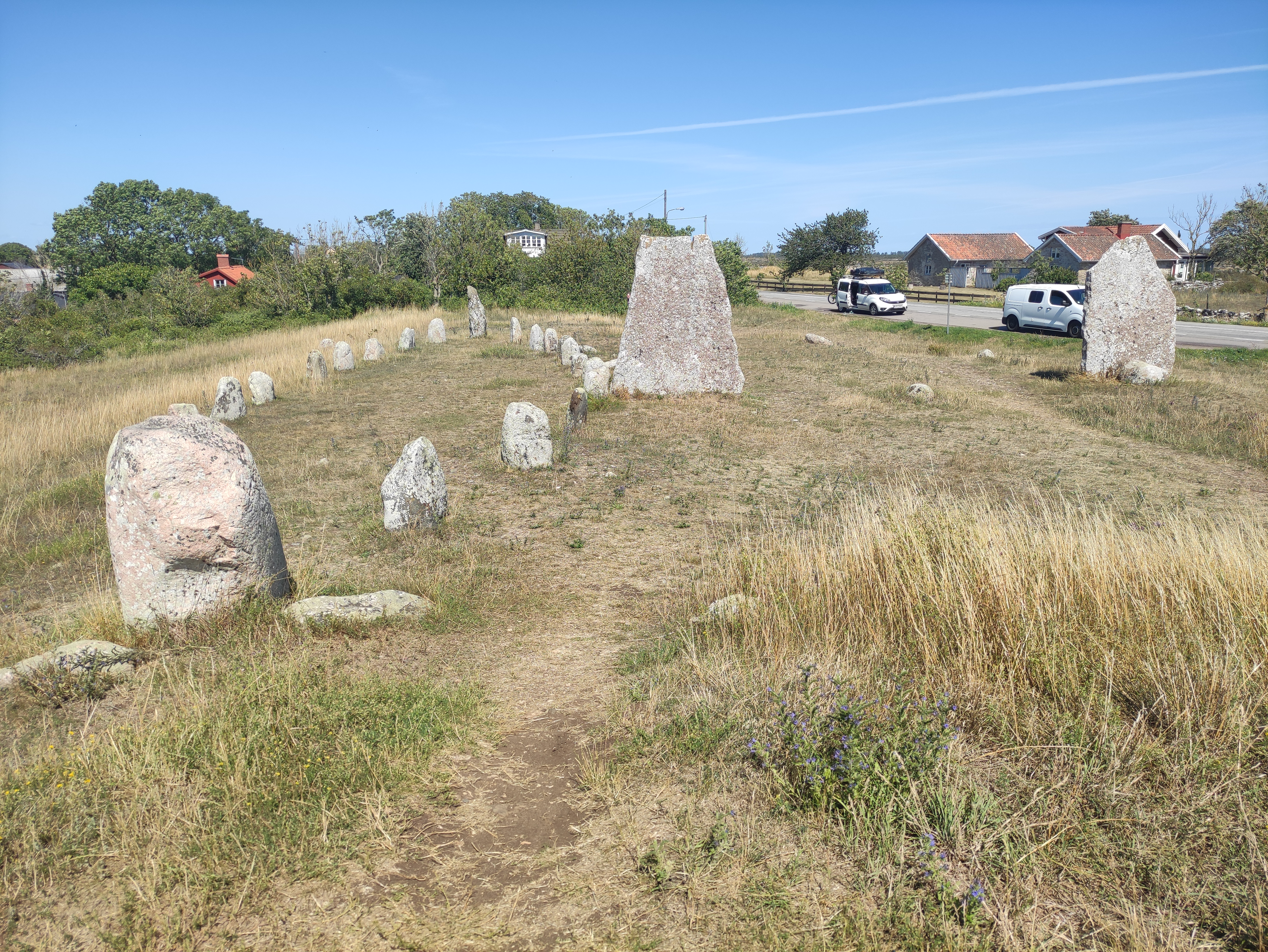
Zadní pohled
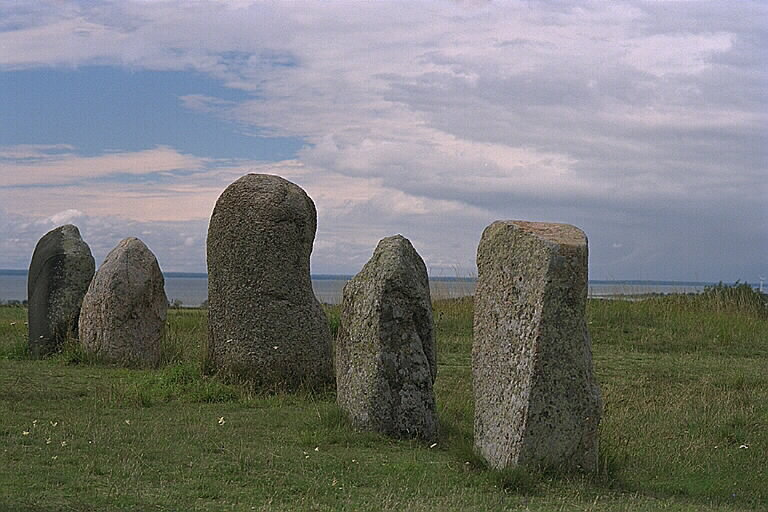
Kameny
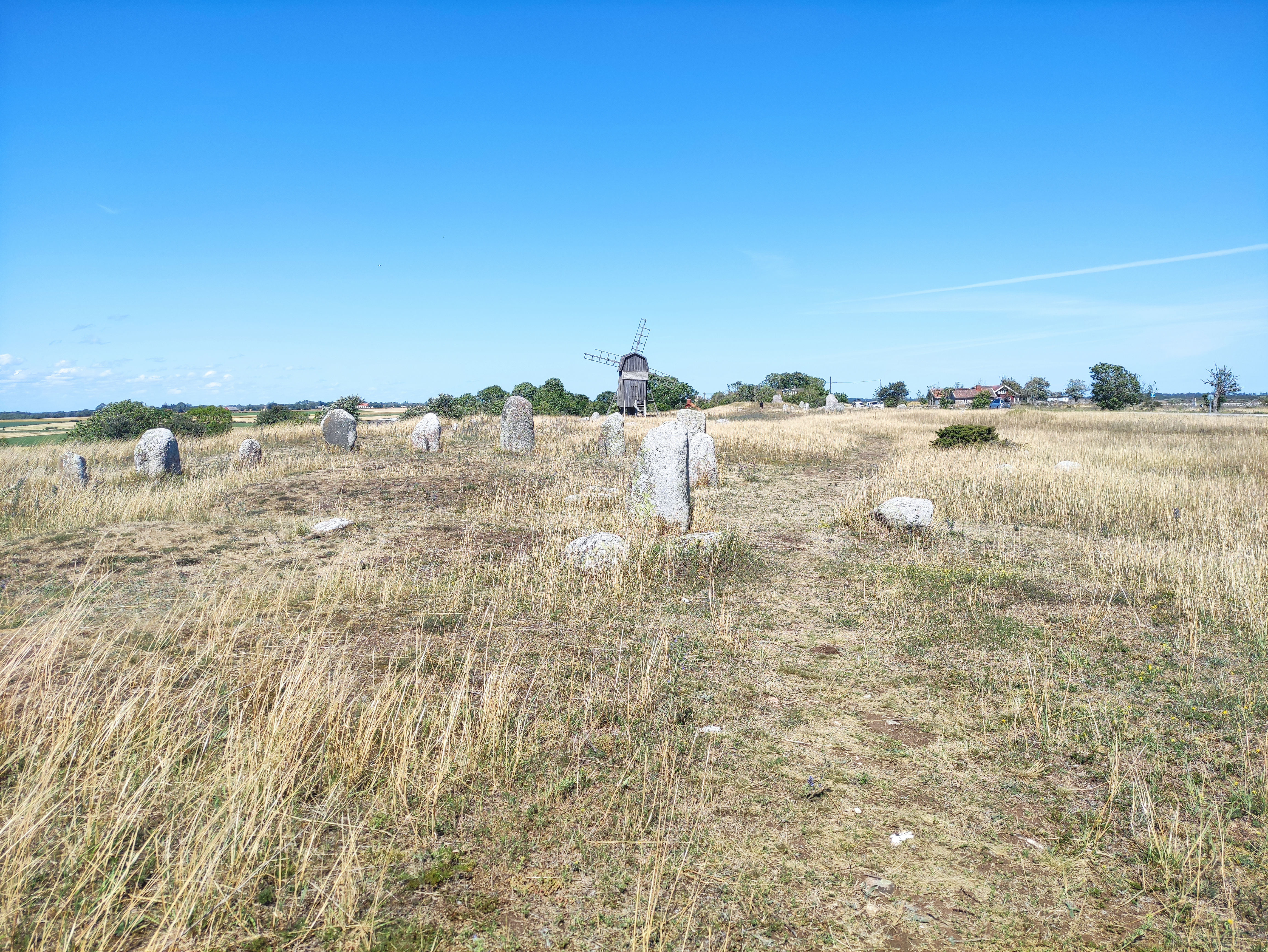
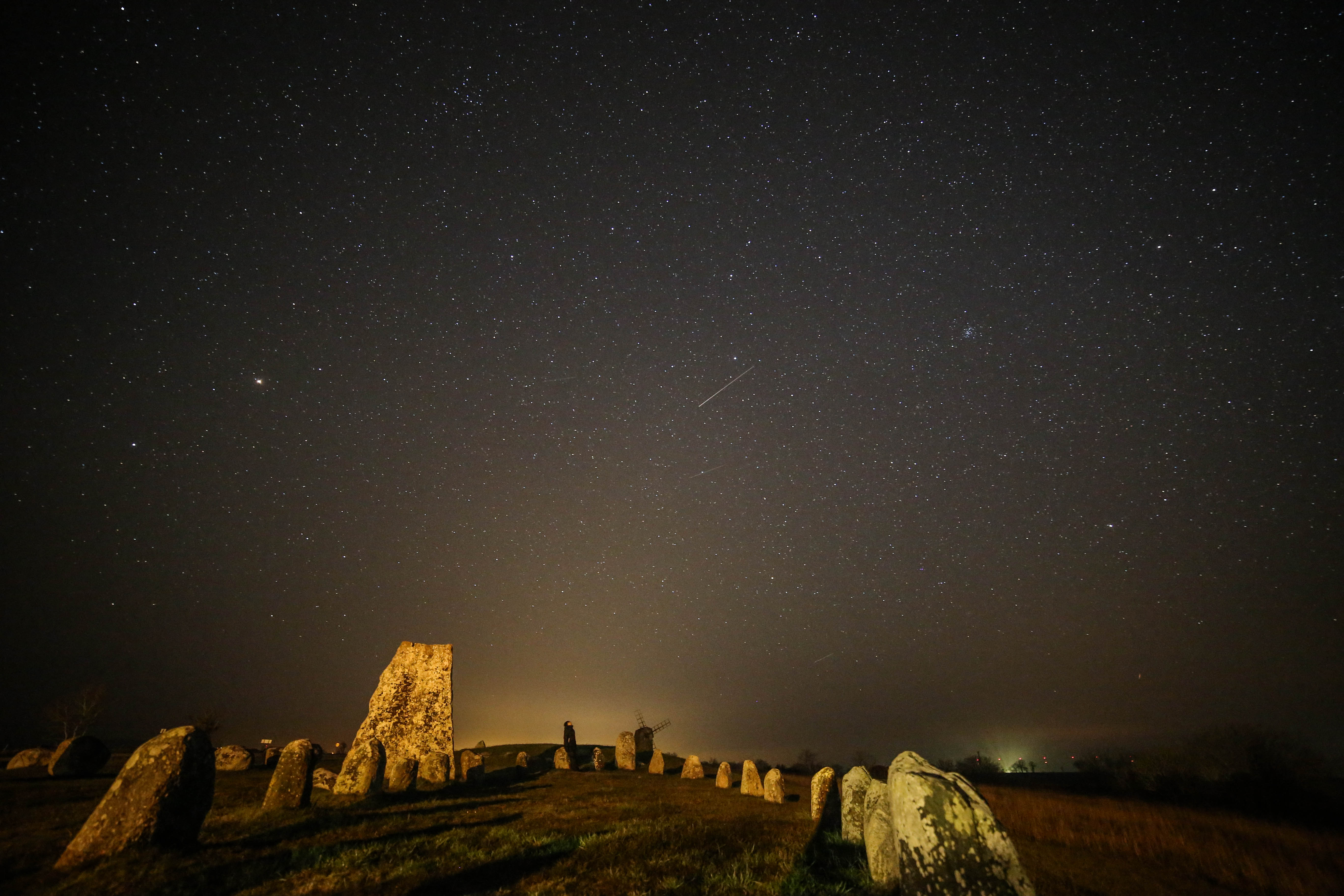
Stavba v noci
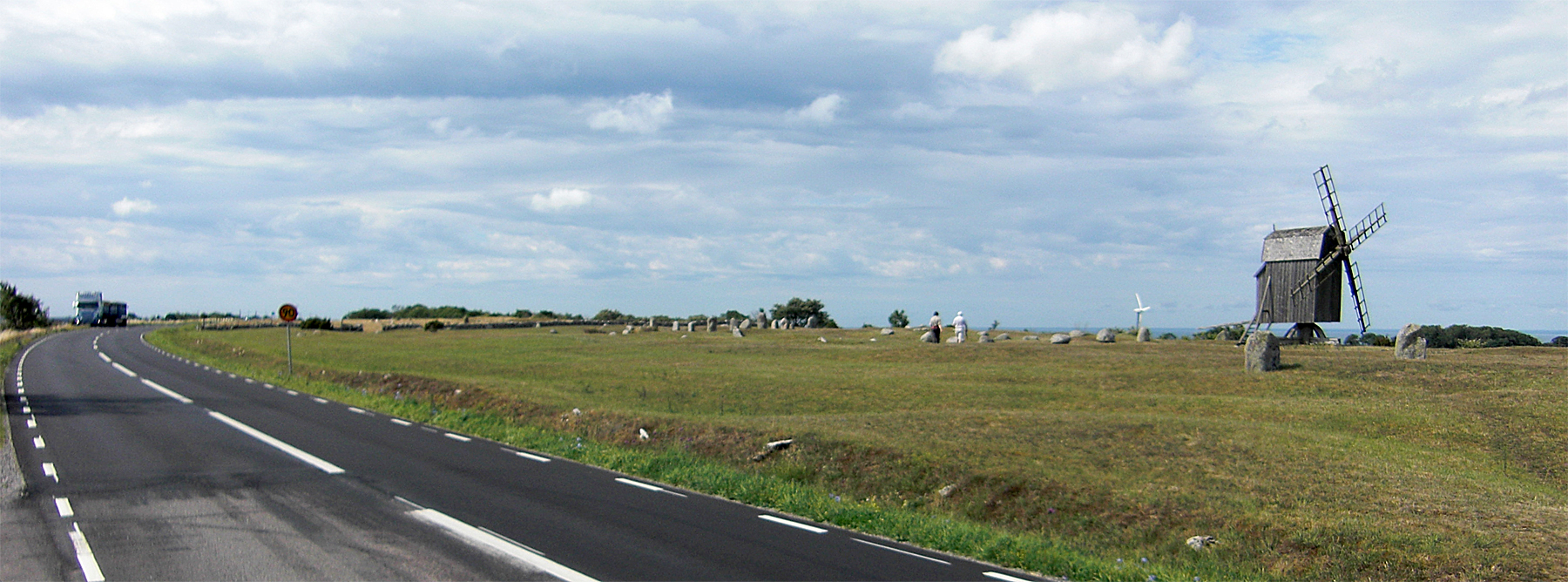
Pohled ze silnice
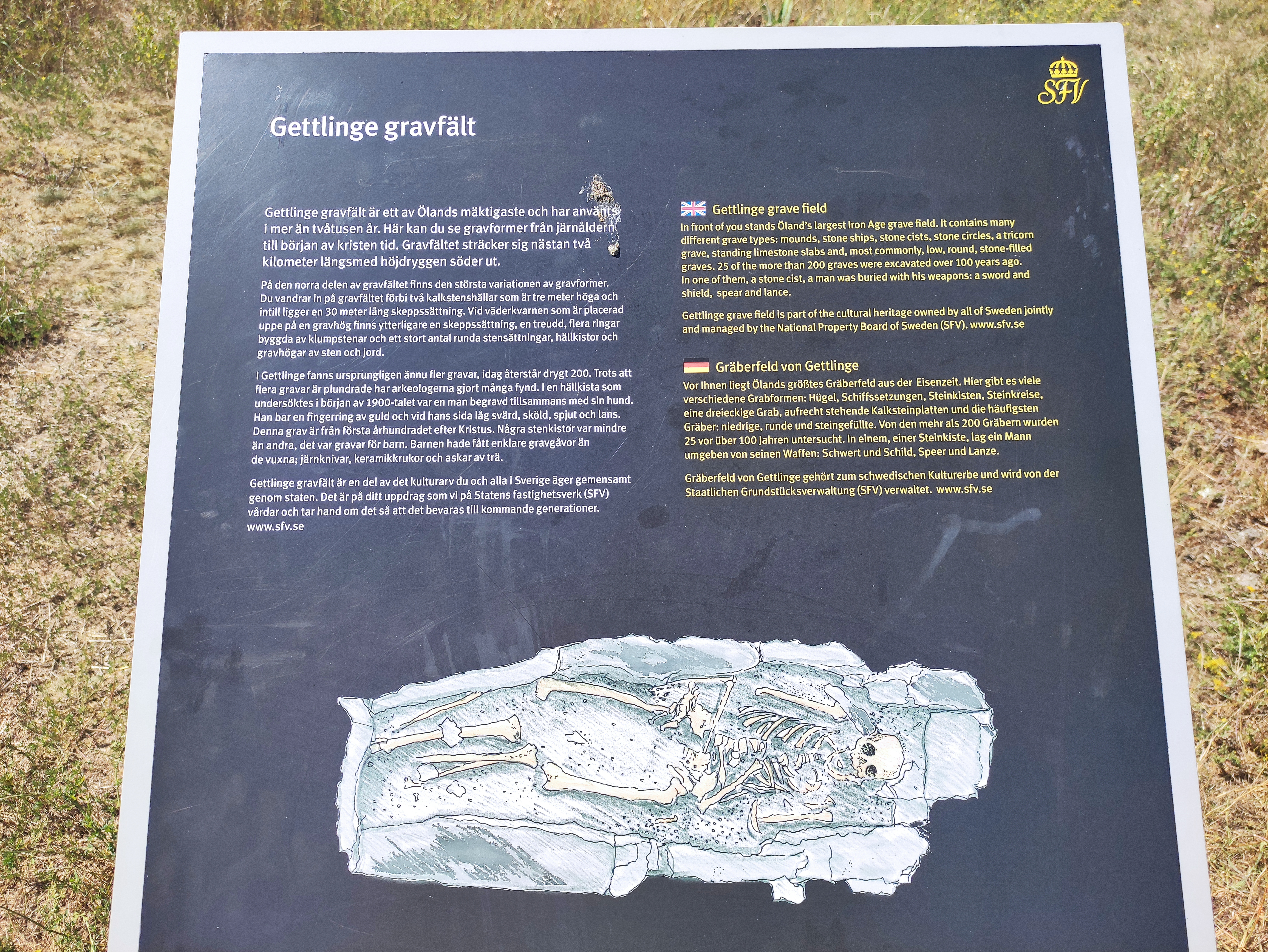
Informační panel u stavby